# پاناما سیتی بیچ (فلوریدا)
پاناما سیتی بیچ (به انگلیسی: Panama City Beach) شهری در شهرستان بی ایالت فلوریدا است که در سال ۱۹۷۷ بنیان‌گذاری شده‌است. این شهر طبق سرشماری سال ۲۰۱۰ میلادی، ۱۲٬۰۱۸ نفر جمعیت داشته و مساحت آن نیز ۱۸٫۲ کیلومتر مربع است.

## نگارخانه

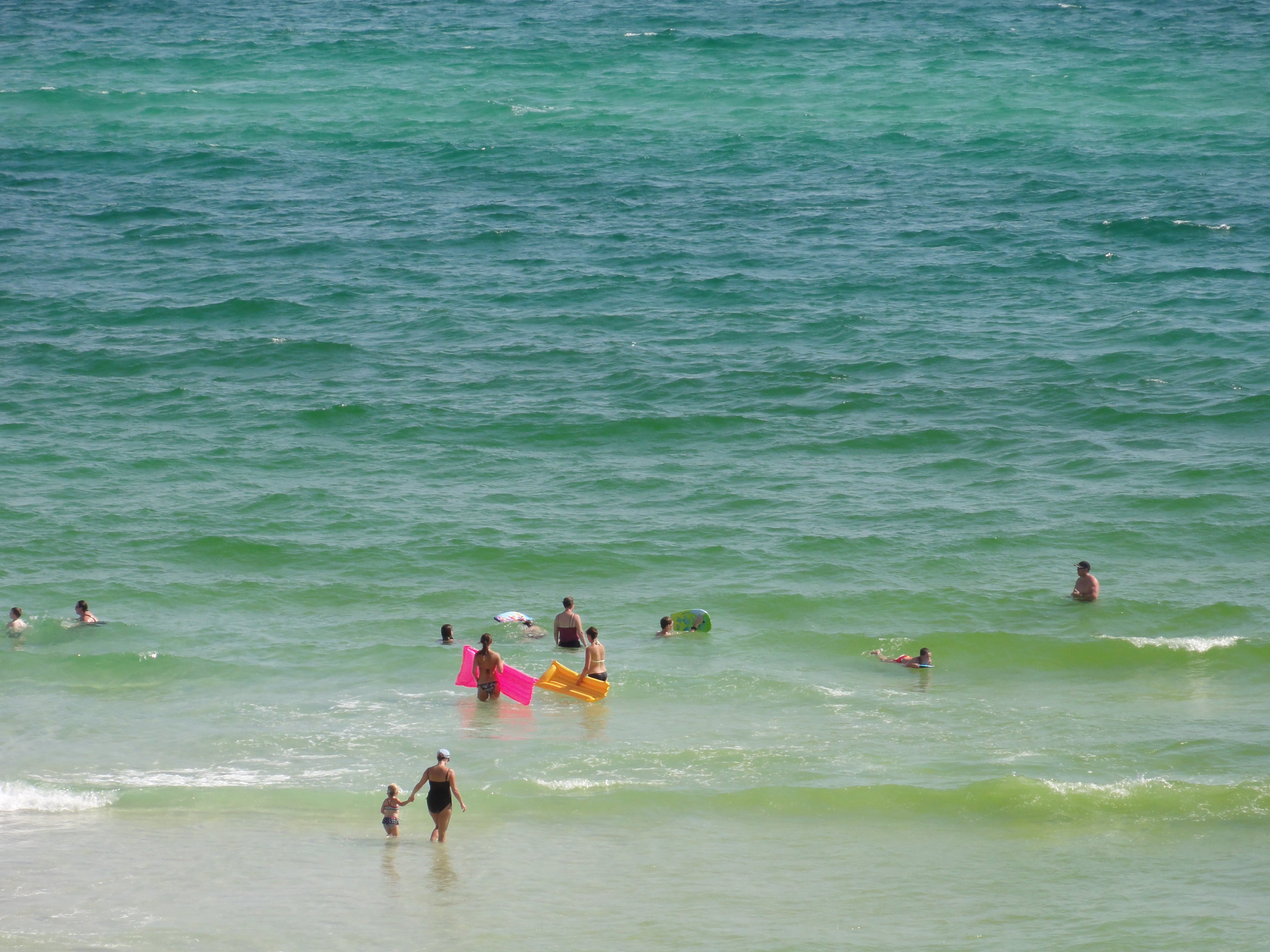
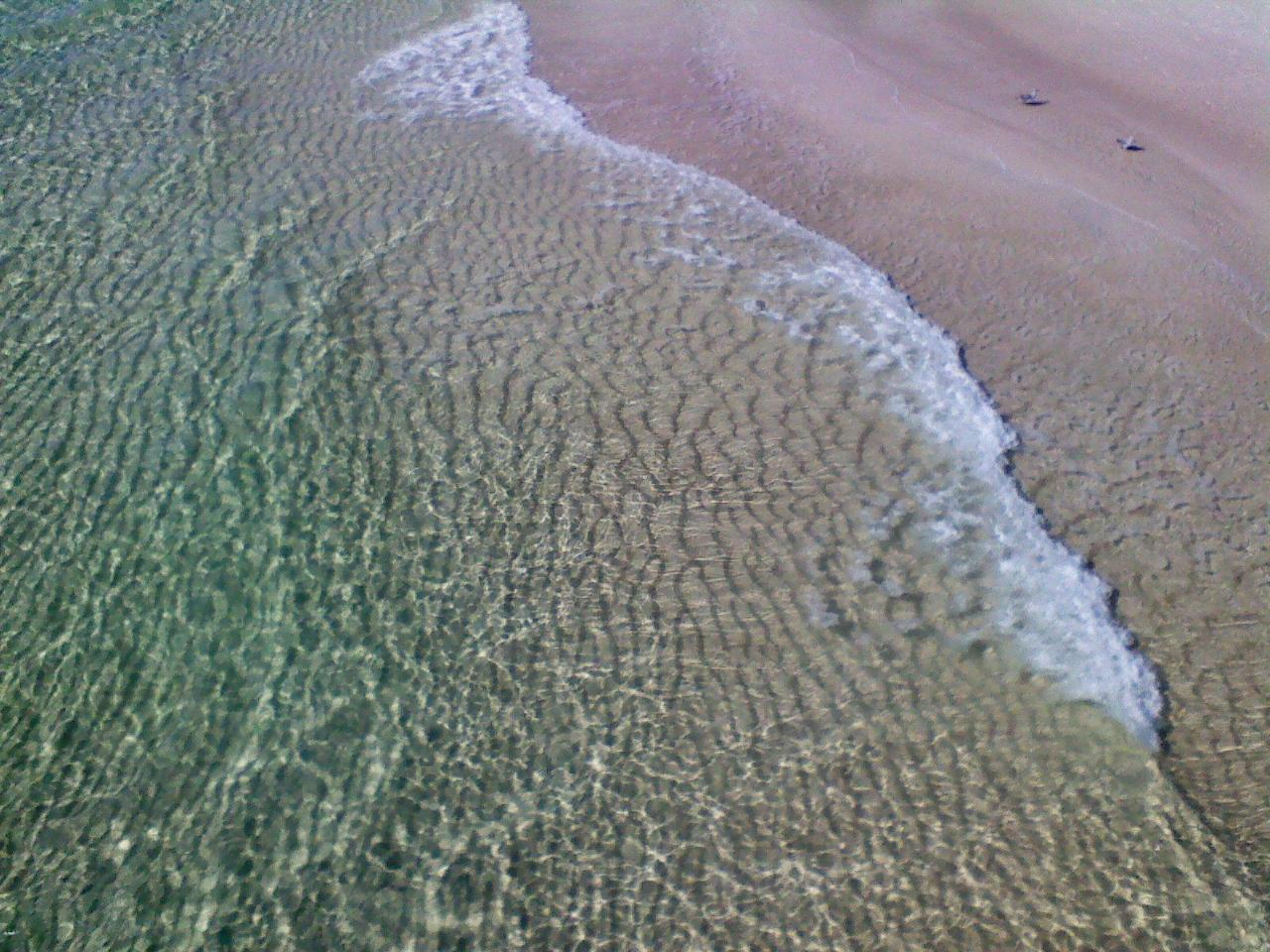
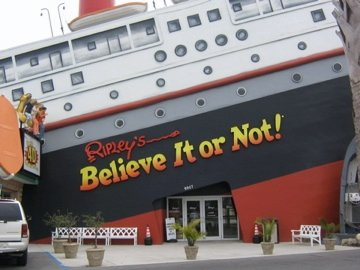
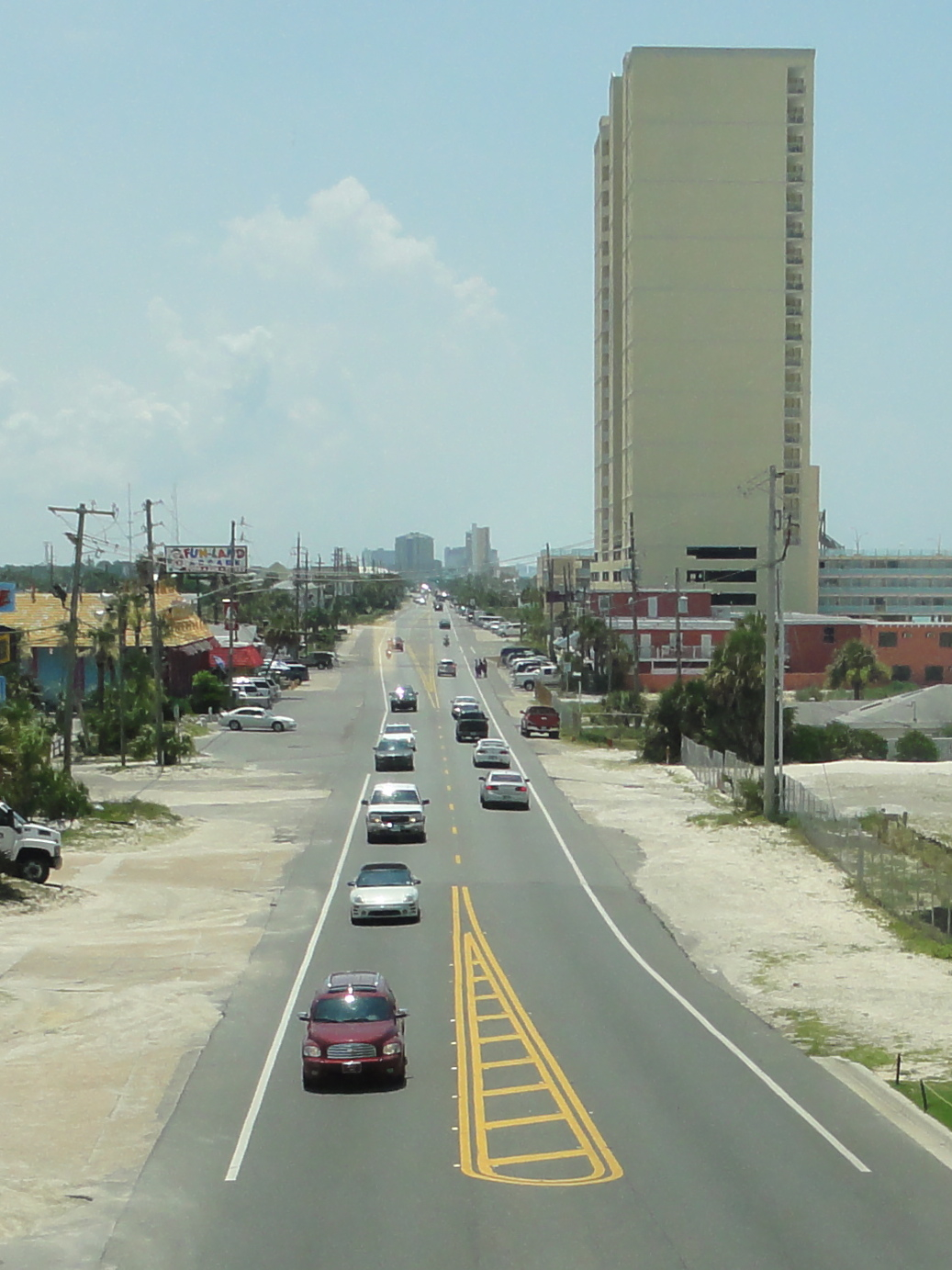